# Hydronectria kriegeriana
Hydronectria kriegeriana är en svampart som beskrevs av Kirschst. 1925. Hydronectria kriegeriana ingår i släktet Hydronectria och familjen Nitschkiaceae.   Inga underarter finns listade i Catalogue of Life.